# خواطر شاب 2 (كتاب)
كتاب خواطر شاب 2 أو كتاب خواطر 2 كتاب لا يختلف كثيراً عن جزئه الأول سوى أن مواضيعه هذه المرة أكثر واقعية ووضوحاً، فأحمد الشقيري قطف من كل بستان زهرة فلم يترك موضوعا إلا تكلم عنه. ينقسم الكتاب إلى ثلاثة أقسام كما في الجزء الأول: خواطر للقلب، خواطر للفكر، خواطر للتطوير.
الكتاب موجه بشكل كبير إلى طبقة الشباب فمواضيعه واسلوبه جميعها تتكلم بنفس فكر الشباب العربي هذه الأيام. رغم قلة عدد صفحاته إلا أن مضمونها لا نهاية له فهو بمقدماته البسيطة وشرحة البسيط استطاع أن يعطي جميع قضايا الشباب في كتاب صغير وجميل. من مواضيع الكتاب : جيل الخدم، ماذا صدرنا للعالم، شوية حشمة، وأد القرن الواحد والعشرين، الثقافة الجنسية عند رسول الله محمد ﷺ.
وبحسب الشقيري فإن فكرة الكتاب تتلخص في تسليط الضوء على الظواهر والممارسات السلبية في المجتمع ومعاناة الجيل الشاب من وطأة التناقض الحاد بين الموروث والمعاصر وبين الأصيل والمستحدث.

## اقتباسات
- ليتني كانت لدي هذه الرحمة عند التعامل مع كل مخطئ اسألوني أنا عن الشهرة أسالوني وسآقول ملعونة هي الشهرة.[3]
- أن انتشار الكفر في العالم يحمل نصف اوزاره متدينون بغضوا الله إلى خلقه سوء طبعهم وسوء كلامهم.[3]